# Lenartowice (Kędzierzyn-Koźle)
Lenartowice – część miasta oraz jedno z 16 osiedli administracyjnych miasta Kędzierzyna-Koźla. Siedziba Rady Osiedla znajduje się przy ulicy Wyzwolenia 7b. Przewodniczącym Zarządu Osiedla (2023) jest Janusz Patraś.
Dawniej odrębna wieś i gmina jednostkowa. Od 1945 gromada (sołectwo) w zbiorowej gminie Blachownia Śląska. W latach 1954–1972 w gromadzie Blachownia Śląska. 1 stycznia 1973 weszły w skład gminy Sławięcice, a po jej zniesieniu 30 października 1975 włączone do miasta Kędzierzyna, przemianowanego 3 listopada 1975 na Kędzierzyn-Koźle.

## Historia
Od końca XVIII w. wieś posiadała własną pieczęć, na której wizerunku widniał po prawej budynek, po lewej chłop z łopatą.
W 1910 roku 569 mieszkańców mówiło w języku polskim, 13 osób posługiwało się językiem niemieckim. W wyborach komunalnych w listopadzie 1919 nie wystawiono tu listy polskiej. Podczas plebiscytu w 1921 roku we wsi uprawnionych do głosowania było 376 mieszkańców (w tym 22 emigrantów). Za Polską głosowało 190 osób, za Niemcami 182 mieszkańców. Od kwietnia 1921 roku działał tu oddział Towarzystwa Gimnastycznego „Sokół”. .
W Lenartowicach toczyły się walki w ramach III powstania śląskiego. 9 maja 1921 roku nacierające od wschodu siły powstańcze dowodzone przez ppor. W. Fojkisa zdobyły wieczorem Kędzierzyn. Do szczególnie ciężkich walk doszło w Lenartowicach i Brzeźcach. 4 czerwca niemieckie oddziały szturmowe dotarły do Lenartowic, gdzie miała miejsce zacięta potyczka, w efekcie której wojska powstańcze wycofały się.
W latach 1933–1937 Naziści przeprowadzili na Śląsku Opolskim kampanię zmian nazw geograficznych z polskich na niemieckie. Z tego powodu w 
1936 wieś Lenartowitz zmieniła nazwę na: Waldbrücken.
W dniu 31 stycznia 1945 Armia Czerwona zajęła Lenartowice. 21 marca 1945 rozpoczęło się przejmowanie od Armii Czerwonej obiektów gospodarczych w powiecie kozielskim.
25 września 1954 reforma podziału administracyjnego powołała na terenie powiatu kozielskiego 30 gromad, w tym:
- Gromada Blachowni Śląskiej (Blachownia i Lenartowice).

15 października 1975 nastąpiło połączenie miast Koźla, Kędzierzyna, Kłodnicy i Sławięcice oraz 3 wsi (Lenartowic, Miejsca Kłodnickiego i Cisowej) – początek dzisiejszego miasta Kędzierzyn-Koźle.

## Liczba mieszkańców
- 1845: 218
- 1855: 282
- 1861: 367
- 1910: 615
- 1925[11]: 753
- 1946: 546
- 1950: 546
- 1960: 650
- 1970[12]: 486
- 2020[13]: 469
- 2021: 474

## Komunikacja

### Komunikacja miejska
Miejski Zakład Komunikacyjny w Kędzierzynie-Koźlu ma w dzielnicy Lenartowice 3 przystanki: Lenartowice, Nowowiejska I i Nowowiejska II.

## Zabytki
- Syfon (ul. Nowowiejska), gdzie rzeka Kłodnica przepływa pod Kanałem Gliwickim.